# John Boda
Pour les articles homonymes, voir Boda.
John Boda, né le 2 août 1922 à Boyceville, dans le Wisconsin, et mort à Ocala en Floride le 14 avril 2002, est un compositeur américain.

## Biographie
John Boda fait ses études musicales à l'Eastman School of Music de Rochester.
À partir de 1946, il est enseignant à l'Université de Floride, à Tallahassee.
Il fait créer sa Sinfonia à Knoxville, le 16 décembre 1960.